# Washington v. Glucksberg
Washington v. Glucksberg ist ein am Obersten Gerichtshof der Vereinigten Staaten verhandelter Fall zur Frage, ob Bürger der Vereinigten Staaten ein verfassungsmäßig garantiertes Recht darauf haben, die Hilfe eines Arztes bei einem selbstverantworteten Suizid in Anspruch nehmen zu dürfen.

## Hintergrund
Eine Klage des Arztes Dr. Harold Glucksberg und vier seiner Kollegen zielte darauf ab, ein im Bundesstaat Washington gesetzlich verankertes Verbot ärztlicher Sterbehilfe durch den Obersten Gerichtshof als verfassungswidrig aufheben zu lassen. Hierbei beriefen sie sich auf den 14. Zusatzartikel zur Verfassung der Vereinigten Staaten, der fundamentale Freiheitsrechte garantiere, die ihrer Meinung nach auch ein Recht auf ärztliche Freitodbegleitung einschließe. Ein Verbot ärztlicher Sterbehilfe sei daher verfassungswidrig. Die Klage hatte vor einem Bezirksgericht und einem Berufungsgericht in den ersten Instanzen zunächst Erfolg. Der Bundesstaat Washington legte jedoch jeweils Berufung ein, zuletzt beim Obersten Gerichtshof.

## Urteil
Das Gericht verneinte in einer einstimmigen Entscheidung, dass die US-Verfassung ein Recht auf Sterbehilfe garantiert und erklärte das Gesetz des Staates Washington somit für verfassungsgemäß. Ein Recht auf Sterbehilfe sei in der Tradition der USA nicht verankert. Selbsttötungen und die Hilfe bei derartigen Handlungen seien in der Vergangenheit in der Gesellschaft immer weitgehend skeptisch beurteilt worden. Daher könnten sich die Kläger nicht auf ein fundamentales Freiheitsrecht berufen, welches durch das Washingtoner Gesetz verletzt sei. Außerdem habe der Staat ein überzeugendes Interesse am Aufrechterhalten des Gesetzes dargelegt, nämlich der Schutz menschlichen Lebens und die Vermeidung von möglichem Missbrauch.

## Politisches Nachspiel
Im Jahr 2008 wurde von den Wählern des Staates Washington mit einer Mehrheit von 58 % – 42 % beschlossen, die Verfassung des Bundesstaates abzuändern und ärztliche Sterbehilfe unter bestimmten Bedingungen zu erlauben.